# 吉野ヶ里記念
吉野ヶ里記念（よしのがりきねん）は、佐賀県競馬組合が佐賀競馬場ダート1400mで施行する地方競馬の重賞競走である。正式名称は「スポニチ杯 吉野ヶ里記念」。

## 概要
2000年の創設当初は前身である大天山賞の施行条件をそのまま継承し、サラブレッド系古馬による年度末の大一番的な競走として2500mの距離により3月後半に施行されたが佐賀競馬場に2番目となるダートグレード競走・サマーチャンピオンが新設された2001年（第3回）以降は7月に移行し距離が「本番」と同じ1400mでの施行となり、上位2着までにサマーチャンピオンの優先出走権が与えられるトライアルレースに位置づけられている。
2025年にファン投票で出走馬に選出される形式となる（ファン投票選出9頭、記者選抜3頭）。
競走名は、2022年までは「西スポ杯 吉野ヶ里記念」で2023年より現名称となっている。

### 条件・賞金等（2025年）
出走条件
サラブレッド系3歳以上、佐賀所属（ファン選抜、記者選抜）。
- ファン選抜9頭、記者選抜3頭。

負担重量
定量(3歳54kg、4歳以上56kg、牝馬2kg減)。なお減量騎手の減量は適用される。
賞金額
1着600万円、2着210万円、3着120万円、4着90万円、5着60万円、着外12万円。
副賞
スポーツニッポン新聞社社長賞、日本軽種馬協会会長賞、全国公営競馬主催者協議会会長賞、佐賀県馬主会会長賞、佐賀県競馬組合管理者賞、吉野ヶ里公園管理センター長賞
優先出走権付与
本競走で上位2着までに入った馬に、サマーチャンピオンの優先出走権が付与される。

## 歴代優勝馬
| 回数   | 施行日        | 距離  | 優勝馬             | 性齢           | 所属           | タイム         | 優勝騎手       | 管理調教師     | 馬主                 |
| ------ | ------------- | ----- | ------------------ | -------------- | -------------- | -------------- | -------------- | -------------- | -------------------- |
| 第1回  | 2000年3月26日 | 2500m | タマノコウキ       | 牡5            | 佐賀           | 2:55.6         | 三小田幸人     | 的場信弘       | 松岡正二             |
| 第2回  | 2001年3月18日 | 2500m | マツノセカイオー   | 牡4            | 佐賀           | 2:46.6         | 鮫島克也       | 的場信弘       | 廣松義則             |
| 第3回  | 2001年7月15日 | 1400m | ビコーミニスター   | 牡7            | 佐賀           | 1:29.1         | 山口勲         | 野元博実       | 上村叶               |
| 第4回  | 2002年7月14日 | 1400m | ハクシュカッサイ   | 牡5            | 佐賀           | 1:30.0         | 真島正徳       | 真島元徳       | 原久美子             |
| 第5回  | 2003年7月21日 | 1400m | カシノオウサマ     | 牡4            | 佐賀           | 1:29.9         | 北村欣也       | 山田勇         | 柏木務               |
| 第6回  | 2004年7月11日 | 1400m | オペラキッス       | 牡4            | 佐賀           | 1:27.9         | 山口勲         | 山田勇         | 廣松金次             |
| 第7回  | 2005年7月10日 | 1400m | オーミヤボレロ     | 牡8            | 佐賀           | 1:29.6         | 安東章         | 山田義人       | 吉岡秀宜             |
| 第8回  | 2006年7月16日 | 1400m | イカルガ           | 牡6            | 佐賀           | 1:27.4         | 吉田順治       | 東眞市         | （有）アイリス不動産 |
| 第9回  | 2007年7月22日 | 1400m | ザオリンポスマン   | 牡6            | 佐賀           | 1:27.0         | 北村欣也       | 西岡龍三       | 日浦桂子             |
| 第10回 | 2008年7月20日 | 1400m | オリオンザクロノス | 牡5            | 佐賀           | 1:28.3         | 鮫島克也       | 西岡龍三       | 平本敏夫             |
| 第11回 | 2009年7月19日 | 1400m | エフケーフィル     | 牡5            | 佐賀           | 1:27.3         | 山下貴光       | 濱田一夫       | （株）フセコー       |
| 第12回 | 2010年7月18日 | 1400m | マンオブパーサー   | 牡7            | 佐賀           | 1:27.4         | 山口勲         | 九日俊光       | 平田一雄             |
| 第13回 | 2011年7月17日 | 1400m | サクラリボルバー   | 牡5            | 佐賀           | 1:27.1         | 吉留孝司       | 高田豊治       | 岡田一彦             |
| 第14回 | 2012年7月15日 | 1400m | アドマイヤダンク   | 牡8            | 佐賀           | 1:28.4         | 山口勲         | 九日俊光       | 岡田一彦             |
| 第15回 | 2013年7月14日 | 1400m | メトロノース       | 牡7            | 佐賀           | 1:27.7         | 吉田順治       | 大垣敏夫       | 下妻正次郎           |
| 第16回 | 2014年7月13日 | 1400m | スイングエンジン   | 牡8            | 佐賀           | 1:28.5         | 田中純         | 真島元徳       | 平井裕               |
| 第17回 | 2015年7月26日 | 1400m | エスワンプリンス   | 牡6            | 佐賀           | 1:27.8         | 鮫島克也       | 手島勝利       | 満岡昭洋             |
| 第18回 | 2016年7月24日 | 1400m | カシノタロン       | 牝5            | 佐賀           | 1:28.6         | 石川慎将       | 山下定文       | 柏木務               |
| 第19回 | 2017年7月23日 | 1400m | マサヤ             | 牡6            | 佐賀           | 1:29.1         | 山口勲         | 東眞市         | 原久美子             |
| 第20回 | 2018年7月22日 | 1400m | ウルトラカイザー   | 牡10           | 佐賀           | 1:27.8         | 真島正徳       | 真島元徳       | 中野真吾             |
| 第21回 | 2019年7月21日 | 1400m | 大雨のため中止     | 大雨のため中止 | 大雨のため中止 | 大雨のため中止 | 大雨のため中止 | 大雨のため中止 | 大雨のため中止       |
| 第22回 | 2020年7月19日 | 1400m | ミスカゴシマ       | 牝3            | 佐賀           | 1:26.9         | 石川慎将       | 平山宏秀       | 上村裕希             |
| 第23回 | 2021年7月25日 | 1400m | ミスカゴシマ       | 牝4            | 佐賀           | 1:29.8         | 石川慎将       | 平山宏秀       | 上村裕希             |
| 第24回 | 2022年7月24日 | 1400m | リュウノシンゲン   | 牡4            | 佐賀           | 1:29.2         | 山口勲         | 山田徹         | SRE（同）            |
| 第25回 | 2023年7月23日 | 1400m | リュウノシンゲン   | 牡5            | 佐賀           | 1:28.8         | 山田義貴       | 山田徹         | SRE（同）            |
| 第26回 | 2024年7月28日 | 1400m | テイエムフェロー   | 牡5            | 佐賀           | 1:27.9         | 飛田愛斗       | 平山宏秀       | 竹園正繼             |
| 第27回 | 2025年7月19日 | 1400m | ビキニボーイ       | 牡5            | 佐賀           | 1:27.4         | 飛田愛斗       | 東眞市         | 小林祥晃             |

馬齢は2000年以前についても現表記に統一した。

### 各回競走結果の出典
- 吉野ヶ里記念 歴代優勝馬 - 地方競馬全国協会
- JBISサーチ
  - 2000年、2001年、2001年、2002年、2003年、2004年、2005年、2006年、2007年、2008年、2009年、2010年、2011年、2012年、2013年、2014年、2015年、2016年、2017年、2018年、2020年、2021年、2022年、2023年、2024年、2025年